# Les Crozets
Les Crozets település Franciaországban, Jura megyében. Lakosainak száma 193 fő (2022. január 1.). Les Crozets Leschères, Étival, Moirans-en-Montagne, Ravilloles és Nanchez községekkel határos.

## Népesség
A település népességének változása:
| Lakosok száma | 205  | 193  | 188  | 211  | 211  | 204  | 199  | 194  | 191  | 193  |
|               | 1968 | 1982 | 1990 | 2006 | 2013 | 2015 | 2017 | 2019 | 2020 | 2022 |